# Scinax exiguus
A Scinax exiguus a kétéltűek (Amphibia) osztályának békák (Anura) rendjébe és a levelibéka-félék (Hylidae) családjába tartozó faj.

## Előfordulása
A faj Venezuelában továbbá valószínűleg Brazíliában és Guyanában él. Természetes élőhelye a szubtrópusi vagy trópusi nedves síkvidéki erdők, folyók, mocsarak, időszakos édesvizű mocsarak.